# Порожная (приток Усьвы)
Порожная — река в Горнозаводском городском округе Пермского края, приток Усьвы. Впадает в Усьву слева в 197 км от её устья. Длина реки 13 км. Протекает по территории государственного заповедника Басеги. Истоки примерно в 5 км на восток от горы Средний Басег. От истока течёт на север.

## Данные водного реестра
По данным государственного водного реестра России, река относится к Камскому бассейновому округу, бассейн реки Кама, подбассейн — Кама до Куйбышевского водохранилища (без бассейнов рек Белой и Вятки), водохозяйственный участок реки — Чусовая от в/п пгт. Кын до устья. Код объекта в государственном водном реестре — 10010100712111100011443.